# Kunsthaus Graz
Kunsthaus Graz  (em português, "Casa das Artes de Graz" ou "Museu de arte de Graz") é um museu de arte moderna situado em Graz, na Áustria. Fundado em 2003, é uma construção contemporânea em meio às tradicionais edificações europeias. Apesar de ser bastante chamativo pelo contraste que tem com as construções ao seu redor, o prédio foi construído com baixo impacto ambiental, que também se reflete no impacto gerado pelo uso do espaço. É um verdadeiro referencial em arquitetura sustentável. 
O projeto é do arquiteto inglês Peter Cook .
Apelidado de Kusthaus Graz e popularmente conhecido como “Alien Friendly”, seu design contemporâneo lembra uma bolha e seu interior reserva um enorme arsenal nas áreas de design, novas mídias, cinema e fotografia.
O edifício dispõe de uma área de 2,5 mil metros quadrados, divididos em áreas para exposições, hospedagem e espaços comuns. Toda a fachada do prédio é envolta por painéis de vidro acrílico semitransparente. Ao todo, 1.288 painéis deste tipo estão espalhados pela superfície do museu. Este sistema facilitou a instalação de placas fotovoltaicas, embutidas nos painéis e que produzem energia limpa, para o uso interno.
Sua forma inusitada difere radicalmente do contexto convencional em exibição, onde muitos ainda mantém o modernismo tradicional do ‘Cubo Branco’. O grupo de arquitetos usou uma linguagem inovadora conhecida como arquitetura Blob, dentro do ambiente histórico de Murvorstadt. O edifício gigante, chamado afetuosamente de Alien Friendly por seus criadores, destaca-se conscientemente, em forma e material do contexto de telhados barrocos, com suas velhas telhas vermelhas de barro, mas, no entanto, integra a fachada da casa de ferro de 1874.
Arquitetura, design, novas mídias, arte digital, filme e fotografia estão unidas sob um mesmo teto. A Kunsthaus Graz foi concebida como uma instituição para abrigar exibições internacionais multi-disciplinares, arte moderna e contemporânea desde os anos 1960 até os dias atuais. Ele não coleta, nem tem exposição permanente, nem depósito à sua disposição. Sua finalidade exclusiva é apresentar e obter produções de arte contemporânea. Kunsthaus Graz tem um conceito inovador, que oferece várias possibilidades em suas galerias de cumprir os requisitos de alta curadoria de exposições contemporâneas.

## BIX Fachada
A BIX fachada do museu representa a singular fusão da arquitetura com Novas Mídias, e isso baseado no conceito de realidade da Berliner arquitetos: Unidade. BIX, um nome que consiste das palavras ‘Big’ e ‘Pixel’ é a pele de acrílico da fachada oeste, lado do prédio em direção ao centro da cidade e de Mur representa uma tela urbana oversize, que serve como um instrumento para produção artística. Projetos BIX acompanham diferente exibições e não são transportados para a área pública. Além da ‘Fachada comunicativa’ oferecer também a possibilidade de perfuração de plataforma para projetos de arte, que traz à tona a discussão entre mídia e área. 930 anéis florescentes são embutidos im 900m² da fachada externa, com iluminação possível entre 0 e 100%. Cada anel de luz funciona como pixel, que é servido pelo computador central. Dessa forma, eles podem ser desenvolvidos como indicações selecionados, textos e sequências de filmes, que irradiam longe na área urbana e, portanto, a bolha azul de Graz com um tela gigante faz uma galeria de arte.